# Acacia longifolia
Acacia longifolia es una especie de árbol perenne ampliamente cultivada, en todo el mundo. 

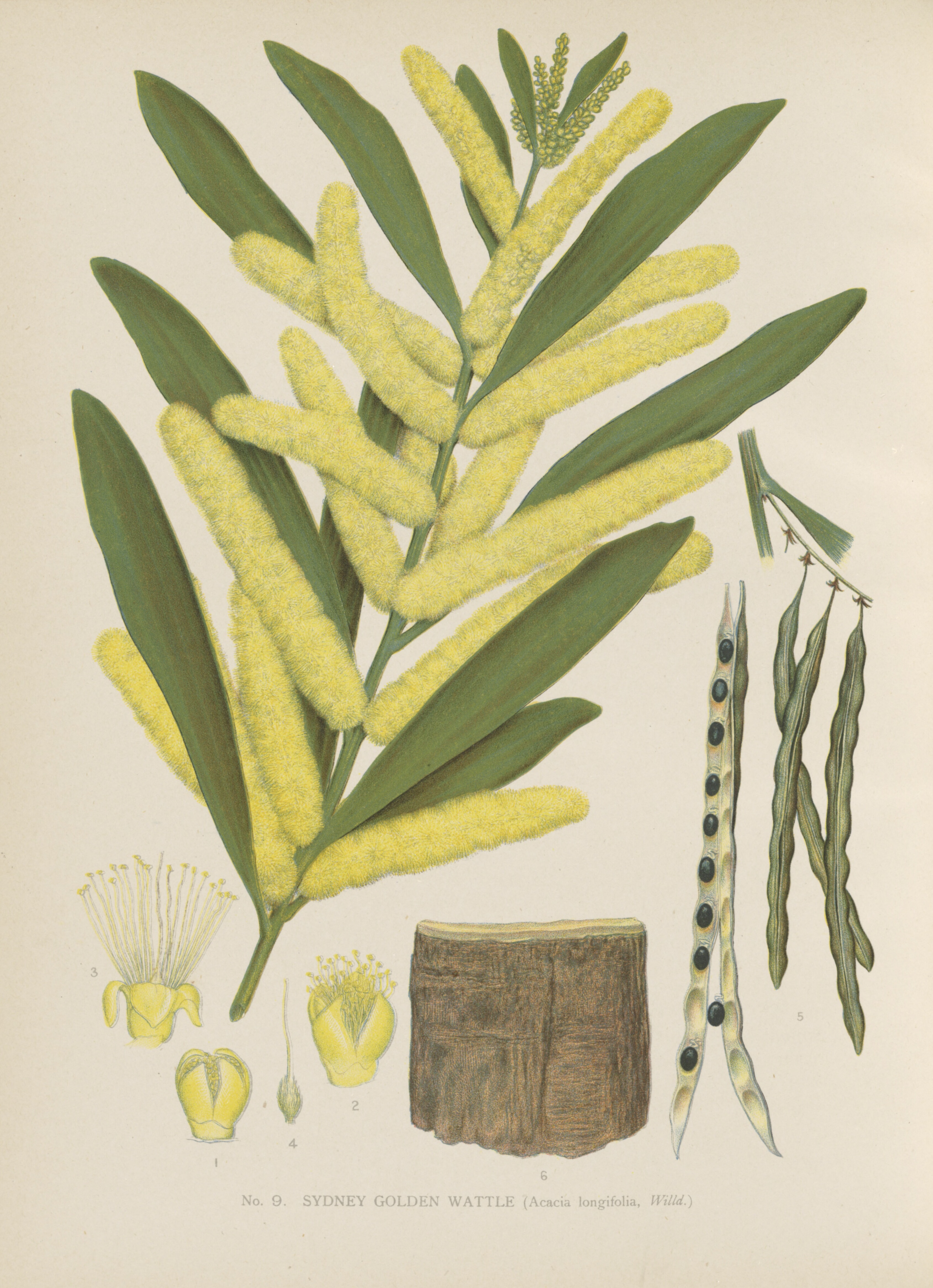
Acacia longifolia (Andr.) Willd.

Sus nombres vulgares incluyen acacia trinervis, aroma doble, acacia dorada, acacia cetrina o acacia dorada de Sydney. No está listada como  especie amenazada. Acacia longifolia crece hasta 11 m de altura.

## Usos
Prevención de erosión de suelo, alimento (flores, semillas, vainas), tintura amarilla  (de flores), y verde (de vainas), madera.   Su corteza tiene limitado uso en taninado, primariamente para fibras de ovejas.  A. longifolia  crece muy rápidamente, alcanzando 7-10 m en 5-6 años.   Es muy usado en áreas costeras sin muchas heladas fuertes.

## Taxonomía
Acacia longifolia fue descrita por  (Andrews) Willd.  y publicado en Species Plantarum. Editio quarta 4(2): 1052. 1806.
Etimología
Ver: Acacia: Etimología
longifolia: epíteto latino que significa "con grandes hojas".
Subespecies
- Acacia longifolia subsp. longifolia
- Acacia longifolia subsp. sophorae (Labill.) F.Muell.

Sinonimia:
- Acacia longifolia (Andrews) Willd. var. typica Benth.
- Mimosa longifolia Andrews
- Mimosa macrostachya Poir.
- Phyllodoce longifolia (Andrews) Link
- Racosperma longifolium (Andrews) Pedley[7]